# 飯塚知信

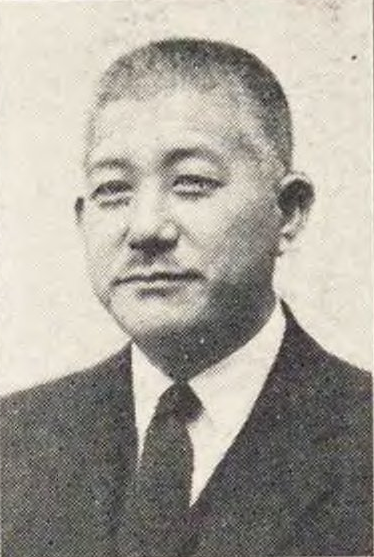
飯塚知信

飯塚 知信（いいづか とものぶ、1892年（明治25年）6月29日 - 1965年（昭和40年）3月12日）は、昭和時代の政治家、実業家、銀行家。貴族院多額納税者議員。衆議院議員（1期）。

## 経歴
新潟県刈羽郡日高村新道（高田村新道を経て現柏崎市新道）で、素封家、実業家、政治家・飯塚弥一郎の二男として生まれる。1918年（大正7年）早稲田大学政治経済科を卒業し、1921年（大正10年）欧米を視察する。1924年（大正13年）柏崎銀行頭取、ついで柏崎瓦斯取締役、第四銀行監査役、柏崎農業倉庫組合長、早稲田大学評議員、新潟県山林会顧問、新潟地方裁判所陪審委員長、高田村長、百三十九銀行取締役、上条郷農業振興会長、柏崎販売購買利用組合長、新潟県農会特別議員、刈羽郡乾繭組合長、高田村農協組合長などを歴任した。
1928年（昭和3年）2月の第16回衆議院議員総選挙では新潟県第3区から立憲民政党所属で出馬し当選し、1期務めた。ほか、1939年（昭和14年）新潟県多額納税者として貴族院議員に互選され、同年9月29日から1947年（昭和22年）5月2日の貴族院廃止まで在任した。貴族院議員在任中の1944年（昭和19年）には新潟県実業教育振興会役員となり、私有地を柏崎農業学校（現新潟県立柏崎総合高等学校）用地として寄付するなど郷里の教育振興に努めた。

## 栄典
勲章等
- 勲四等瑞宝章[3]

## 著作
- 『中支皇軍慰問行』飯塚知信、1940年。
- 『南支皇軍慰問行』飯塚知信、1941年。

## 親族
- 妻 :飯塚貞子（関矢孫一妹）[4]
- 姉 :シン （伊東九郎太妻、甥文吉の伯母は貴族院議員 斎藤喜十郎妻)[8][9]

## その他
- 1947年（昭和22年）10月、新潟県内に昭和天皇の戦後巡幸があり、柏崎市内の宿泊所として飯塚邸が充てられた。同月10日から12日まで滞在[10]。夫人が「米山名月はぎの華」（おはぎ）などの郷土料理を作り、天皇から御礼を賜っている[11]。